# 纳塔莉·鲁妮
纳塔莉·鲁妮（英語：Natalie Rooney，1988年6月1日—）是一名新西兰女子射击运动员，在2016年夏季奧林匹克運動會射擊女子不定向飛靶比赛中赢得银牌。她是第二位赢得奥运会射击奖牌的新西兰选手，首位是1968年奥运会铜牌得主Ian Ballinger。